# Tapete de Sarouk
O Tapete de Sarouk é um tipo de tapete persa. Os tapetes dividem-se em dois grupos segundo sua ornamentação: as ornamentações tradicionais ou as destinadas à exportação.

## Descrição
As peças tradicionais têm um medalhão central e os padrões utilizados são parecidos aos de Caxã, ainda que mais lineares. É encontrado com freqüência o motivo boteh, mas naqueles tapetes de tamanho pequeno.
A borda principal é de tamanho grande, ornamentada com o motivo hérati de borde, e está flanqueada por duas bandas secundárias ornamentadas com rosáceas e meandros.
Os exemplares destinados à exportação são de produção recente e têm uma ornamentação de inspiração muito ocidental: medalhão central com flores sobre fundo liso, curto, coordenado com as tinturas dos motivos. As ornamentações são parecidas com as de Kerman e destinadas sobretudo ao mercado americano.